# Coproporphyrinogen III
Coproporphyrinogen III ist ein Stoffwechselintermediat in der Biosynthese von Porphyrinen, wie Hämoglobin und Chlorophyll, die für lebende Organismen von entscheidender Bedeutung sind. Es ist ein farbloser Feststoff.
Die Verbindung gehört zu den Porphyrinogenen, einer Klasse von Verbindungen, deren zentrales Strukturelement ein Hexahydroporphin-Macrozyklus ist. Bei den Coproporphyrinogenen sind die äußersten Wasserstoff-Atome des Kerns durch vier Methyl-Gruppen (M) und vier Propionsäure-Gruppen (P) ersetzt. Bei Coproporphyrogen III ist die Reihenfolge um den äußeren Ring MP-MP-MP-PM.

## Biosynthese und Stoffwechsel
Im Hauptweg der Porphyrinbiosynthese wird durch die Wirkung des Enzyms Uroporphyrinogen-Decarboxylase Coproporphyrinogen III aus Uroporphyrinogen III gewonnen:
Die Umwandlung umfasst vier Decarboxylierungen, die die vier Essigsäuregruppen in Methylgruppen umwandeln, wobei vier Kohlendioxid-Moleküle freigesetzt werden.
Coproporphyrinogen III wird durch das Enzym Coproporphyrinogen-Oxidase weiter verstoffwechselt. Dabei wird es oxidiert und weiter zu Protoporphyrinogen IX decarboxyliert.